# Rudolf Wille
Rudolf Wille (Bremen, 2 de novembro de 1937 – 22 de janeiro de 2017) foi um matemático alemão. Foi professor de álgebra geral da Universidade Técnica de Darmstadt, de 1970 a 2003.